# Nina Mercedez

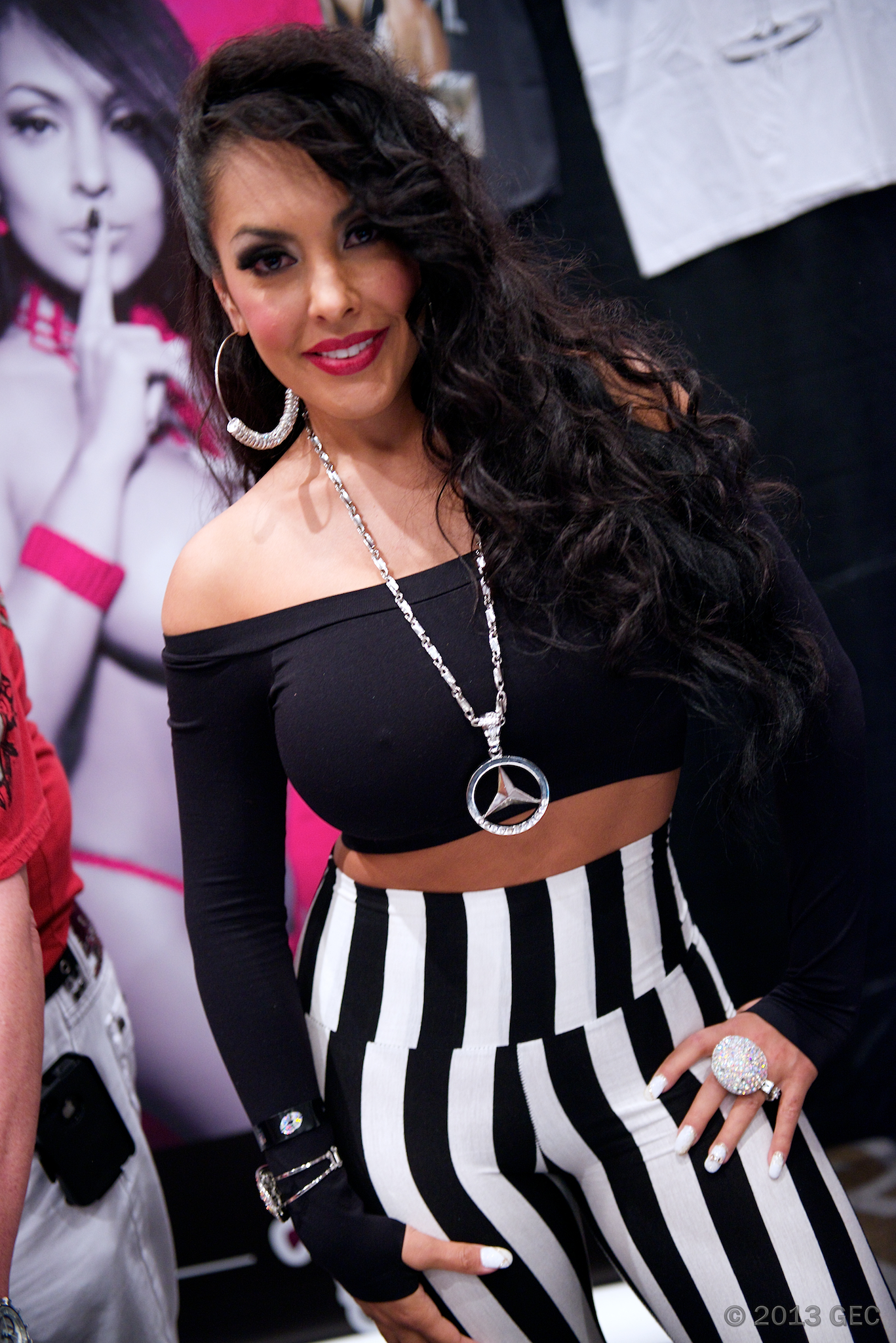
Nina Mercedez bei der AVN Adult Entertainment Expo 2013

Nina Mercedez (* 10. November 1979 in Corpus Christi, Texas) ist eine US-amerikanische Pornodarstellerin, Regisseurin und ein Fotomodell.

## Karriere
Nina Mercedez hat italienische sowie mexikanische Vorfahren. Nachdem sie beide Eltern in kurzem Abstand früh verloren und die Schule verlassen hatte, modelte sie für verschiedene Firmen wie Walmart oder Target und arbeitete als Barkeeperin, Fitnessmodel und Kalender-Girl. Bereits mit 15 Jahren heiratete sie das erste Mal, was jedoch mit einer Scheidung endete.
1998 begann Mercedez mit 19 Jahren als Tänzerin durch Nordamerika zu strippen und war in der Folge auf den Titelblättern einiger einschlägiger Fitness- und Nacktmagazine zu sehen. So wurde sie im Jahr 2000 für eine Ausgabe von Penthouse fotografiert. Ihren Künstlernamen wählte Mercedez in Anlehnung an Mercedez, die Heimatstadt ihrer Mutter, und fügte erst deutlich später den Vornamen Nina hinzu, um sich online besser auffindbar zu machen. In den folgenden Jahren engagierte Mercedez einen Personal Trainer und gewann die wichtigsten Auszeichnungen der Stripper-Branche wie den Titel der Miss Nude Universe 2003 als Krönung mehrerer aufeinander aufbauender Miss-Nude-Wahlen ab 2001 und den Exotic Dancer Award als Best Exotic Dancer/Entertainer 2002. Es folgten weitere Fotoserien in Männermagazinen wie Hustler (Holiday-Ausgabe 2003 und August 2004, Centerfolds), Club International (Dezember 2003, Cover), AVN Magazine (Mai 2003, Cover) Muscular Development (2003, Cover), Fox (Holiday 2003, Cover und Centerfold), Club (November 2003, Centerfold). Zudem war sie auf Covern von Busty, Gent, D-Cup, Playtime, Xcitement und Exotic Dancer Directory zu sehen.
2002 traf Mercedez sich über ihre Freundin Devon Michaels mit dem Pornoproduzenten Steven Hirsch und unterzeichnete einen mehrjährigen Exklusivvertrag mit der Vivid Entertainment Group, um ihre Karriere zu steigern. Vertraglich war sie als gut dotiertes „Vivid Girl“ zu sechs Filmen pro Jahr verpflichtet und legte ihren Fokus weiter auf ihr Tänzerdasein, das sie von nun an ein bis zweimal im Monat ausfüllte. Ohne jegliche „Erfahrung“, etwa durch Amateurproduktionen, spielte sie 2002 neben Mario Rossi in ihrem ersten Pornofilm mit dem Titel So I Married a Porn Star, gedreht von Regisseur Bo Edwards. Ihre Teilnahme an dem Film wurde für mehrere AVN Awards nominiert. Gegenüber der New York Times erklärte Mercedez knapp ein Jahr später, dass der Erfolg des Films mit den zu dieser Zeit noch unüblichen Making-of-Szenen zu erklären sei, in denen sie hinter den Kulissen vor ihrem ersten Auftritt zu sehen ist. Während ihrer Zeit bei Vivid lernte sie den Marketingmanager und Darsteller Raymond Balboa kennen, mit dem sie seit Juni 2008 verheiratet ist. 2004 wirkte sie am Buch How to Have a XXX Sex Life: The Ultimate Vivid Guide mit. Im August 2005 brachte die Firma Doc Johnson unter dem Vivid-Label Mercedez’ erste lebensechte Sexpuppe auf den Markt.

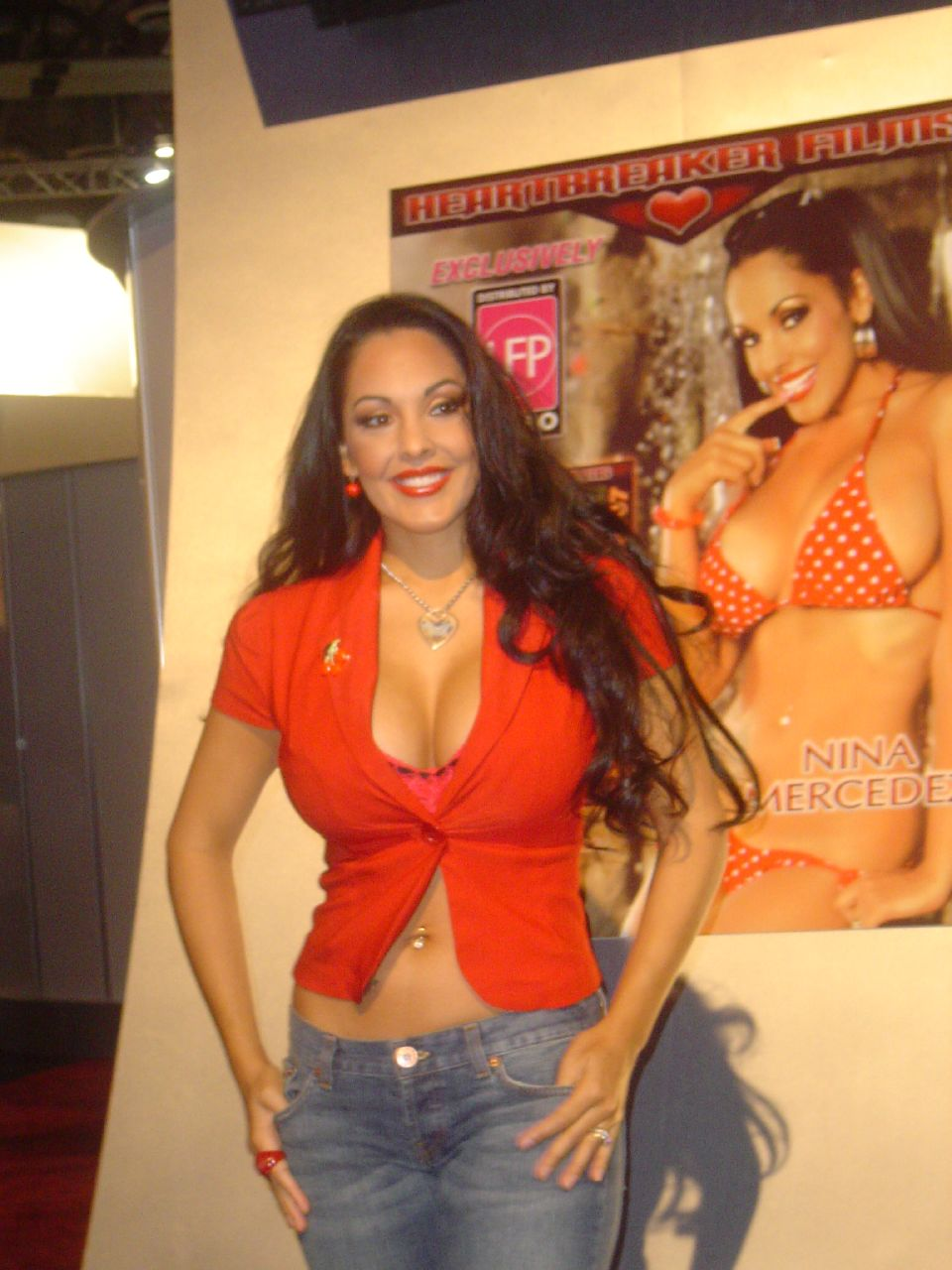
Nina Mercedez auf einer Messe in Las Vegas, Januar 2007

Im Jahr 2006 verließ Nina Mercedez Vivid und gründete ihre eigene Produktionsgesellschaft Heartbreaker Films; die Vermarktung und der Vertrieb der Filme erfolgte durch die LFP Video Group von Larry Flynt. Gleichzeitig überarbeitete sie gemeinsam mit ihrem Mann Balboa ihre nunmehr unabhängige persönliche Website, auf der sie im Gegensatz zu Vivids Regelungen erstmals in kondomfreien Aufnahmen zu sehen war, und bot überdies durch das Affiliate-Marketing-Programm XXXSexCash.com auch anderen Darstellerinnen an, die Gestaltung ihrer Websites zu übernehmen. Ab 2008 nahm sie sich eine längere Auszeit, um ihr daraus entstandenes, mittlerweile viel beachtetes Online-Netzwerk – ohne jegliche Angestellte – mit ihrem Mann aufzubauen: Unter der Marke XXXFastPass.com vereinigt sie die Websites von 15 bis zeitweise 20 Darstellerkolleginnen sowie die Seite für Heartbreaker Films. Zu den ersten Mitgliedern hatten ihre Freundinnen Sophia Santi und Devon gehört. Außerdem ist sie Besitzerin des Fotostudios Desperado Digital.
Im Juli 2010 gab Nina Mercedez nach zwei Jahren ihre Rückkehr als Darstellerin bekannt, kündigte aber an, Filme mit anderen männlichen Partnern als ihrem Ehemann nur für ihre eigene Seite zu produzieren, während sie sich für andere Firmen auf lesbische Darstellungen bzw. ihren Mann beschränkte. Alle großen Branchenmagazine berichteten dabei von ihrer Rückkehr. Mit der Firma Loveable Dolls schloss sie im gleichen Jahr einen Vertrag zur Produktion von ihr nachempfundenen Sexpuppen sowie als Vertreterin der Firma in der Öffentlichkeit. Anfang 2011 wurden die Vertriebsrechte ihrer Firma Heartbreaker auf Exil Distribution übertragen. Mitte des Jahres gründete die langjährige Stripperin zusammen mit Lexi Lamour in Las Vegas die Talentagentur Feature Elite für erotische Tänzerinnen. Nach ihrer Rückkehr tritt die Unternehmerin seit 2011 nur noch sporadisch als Darstellerin auf. Laut der Internet Adult Film Database hat Nina Mercedez im Laufe ihrer Karriere in mindestens 73 Filmen mitgewirkt, was durch die relativ geringe Zahl ihr vielfältiges Wirken unterstreicht. Sie spielte unter anderen in der erfolgreichen Filmreihe Where The Boys Aren’t (16, 18 und 19) sowie in Totally Busted von Playboy TV mit. Im Juli 2011 drehte Mercedez als Geschenk an ihre Fans ihre erste und einzige Double Penetration in Nina Mercedez: Popular Demand. Die Szene kommentierte sie mit: „Es war harte Arbeit. […] weil man vor der Kamera ist, muss man an zu viele Dinge denken, wie den eigenen Körper, […] beiden Partnern gleich viel Beachtung zu geben. […] Die eigentliche Szene war fantastisch […], aber ich glaube nicht, dass ich das noch einmal machen würde.“
Im Juni 2013 veröffentlichte sie ihre selbst entworfene Bekleidungs- und Bademodenkollektion unter dem Titel La Scorpia. Außerdem werden auf ihrer weiteren Website CosplayStars.com sie und andere Pornodarstellerinnen wie zum Beispiel Tera Patrick beim immer weiter verbreiteten Cosplay, verkleidet als Comicfiguren, auf Comic Conventions wie der San Diego Comic Con oder der Wizard-World Comic Con porträtiert.

## Rezeption
In der britischen Dokumentation Porno Valley aus dem Jahr 2004 war Nina Mercedez als eine der Protagonistinnen zu sehen, die in ihrem Alltag begleitet wurden. Außerdem kam sie in der Fernsehserie Skin auf dem Sender Fox 2003 zu einer Gastrolle. Im August 2006 erhielt sie im Automobil-Magazin Girls of Lowrider eine monatliche Beziehungs- und Sexratgeberkolumne namens Ask Nina ebenso wie eine Stelle als Artikelautorin im Busty Magazine. In beiden Magazinen erschien sie bei ihrem Debüt auch auf dem Cover. In der Fame Registry wurde sie in der Vergangenheit auf Platz fünf gelistet. Diese Datenbank berücksichtigt Auszeichnungen, Beliebtheit bei den Fans und Webtraffic auf Webseiten. Zwischen 2009 und 2012 wurde Mercedez jährlich als Most Luscious Latina ermittelt und dafür viermal hintereinander mit dem Fame Registry Award ausgezeichnet. Im Mai 2010 führte das Magazin Complex sie auf Platz 46 als eine der 50 Schönsten Pornostars aller Zeiten auf sowie im November des Jahres auf Platz 24 der 25 Heißesten Texanischen Frauen. Im folgenden Jahr stufte Complex sie außerdem auf Platz 75 der zu dem Zeitpunkt Top 100 Heißesten Pornostars ein.
Nina Mercedez konnte bisher drei Adult Nightclub & Exotic Dancer Awards gewinnen, die von EDPublications bzw. dem davon herausgegebenen Exotic Dancer Magazine vergeben werden, zweimal für ihre Leistungen als Stripperin und einmal als beste in der Pornobranche vertretene erotische Tänzerin. 2010 wurde sie bei einer Abstimmung um den Latina Porn Award vor der Peruanerin Alexis Amore zur Performer of the Dacade gewählt. Mercedez war insgesamt elfmal für den AVN Award nominiert, dreimal für den XBIZ Award und dreimal Finalistin des F.A.M.E. Awards für die Beliebtesten Brüste bzw. den Heißesten Körper aus Sicht der Fans. In den letzten Jahren wurde vor allem ihre eigene Website für Auszeichnungen nominiert, außerdem sie selbst durch ihre Auftritte in verschiedenen Medien als Crossover Star of the Year.

## Filmografie (Auswahl)
- 2003: Where The Boys Aren’t 16: Dark Angels
- 2003: Driving Mercedez Wild
- 2004: Porno Valley (Dokumentation)
- 2004: Satisfaction Guaranteed - Mercedez
- 2006: Who Do You Love?
- 2006: Virtual Sex with … Mercedez
- 2007: Where The Boys Aren’t 18
- 2007: Mercedez Takes Control (Darstellerin & Produzentin)
- 2008: Swimsuit Calendar Girls 1
- 2008: Busty Beauties: Breast Meat
- 2008: Monster Curves 1
- 2010: Net Skirts 4.0
- 2011: Popular Demand
- 2016: Women Seeking Women 126

## Auszeichnungen & Nominierungen
- 2001: Miss Nude North America
- 2001: Miss Nude International

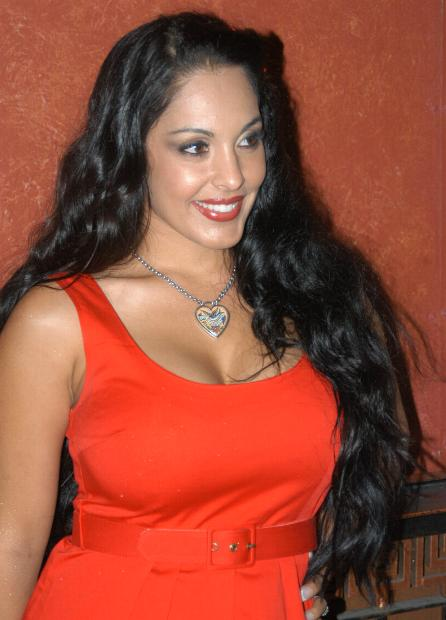
Mercedez während der Verleihung der XRCO Awards 2007

- 2002: Adult Nightclub & Exotic Dancer Award als Exotic Dancer/Entertainer of the Year[25]
- 2002: Penthouse Golden G-String Award[25]
- 2003: Miss Nude World’s Hardest Body[19]
- 2003: Miss Nude Universe
- 2004: Adult Nightclub & Exotic Dancer Award als Exotic Dancer’s Adult Performer of the Year[25]
- 2004: AVN Award, Nominierung als Best New Starlet
- 2004: AVN Award, Nominierung für Best Oral Sex Scene – Film (in So I Married a Porn Star, mit Steven French)
- 2004: AVN Award, Nominierung für Best Sex Scene Coupling – Film (in So I Married a Porn Star, mit Tony Tedeschi)
- 2004: AVN Award, Nominierung für Best Group Sex Scene – Film (in So I Married a Porn Star, mit Mario Rossi, Jesse V, Natasha Dolling und Tony Tedeschi)
- 2004: AVN Award, Nominierung für Best All-Girl Sex Scene – Film (in Women in Uniform, mit Jesse V)
- 2006: AVN Award, Nominierung für Best Anal Sex Scene – Film (in Emotions, mit Trevor Zen)
- 2006: F.A.M.E. Award, Finalistin für Favorite Breasts
- 2007: AVN Award, Nominierung für Best Actress – Video (in Illicit)
- 2007: F.A.M.E. Award, Finalistin für Hottest Body[26]
- 2008: F.A.M.E. Award, Finalistin für Favorite Breasts[27]
- 2009: AVN Award, Nominierung für Best Solo Sex Scene (in Go Fuck Myself 5)
- 2009: AVN Award, Nominierung für Best All-Girl 3-Way Sex Scene (in Chop Shop Chicas, mit Jenaveve Jolie und Sophia Santi)
- 2009: AVN Award, Nominierung für Best All-Girl Group Sex Scene (in Where the Boys Aren't 19, mit Tera Patrick, Savanna Samson, Lanny Barby, Monique Alexander, Stefani Morgan, Lexie Marie, The Love Twins und Tawny Roberts)
- 2009: Fame Registry Award als Most Luscious Latina[28]
- 2010: Latina Porn Award als Performer of the Decade[29]
- 2010: Fame Registry Award als Most Luscious Latina[30]
- 2011: Adult Nightclub & Exotic Dancer Award als Miss ExoticDancer.com of the Year[31]
- 2011: Fame Registry Award als Most Luscious Latina[32]
- 2012: Fame Registry Award als Most Luscious Latina[33]
- 2012: XBIZ Award, Nominierung für Porn Star Site of the Year
- 2013: AVN Award, Nominierung für Best Porn Star Website
- 2014: XBIZ Award, Nominierung als Crossover Star of the Year
- 2014: XBIZ Award, Nominierung für Performer Site of the Year